# Jean Baptiste Isabey

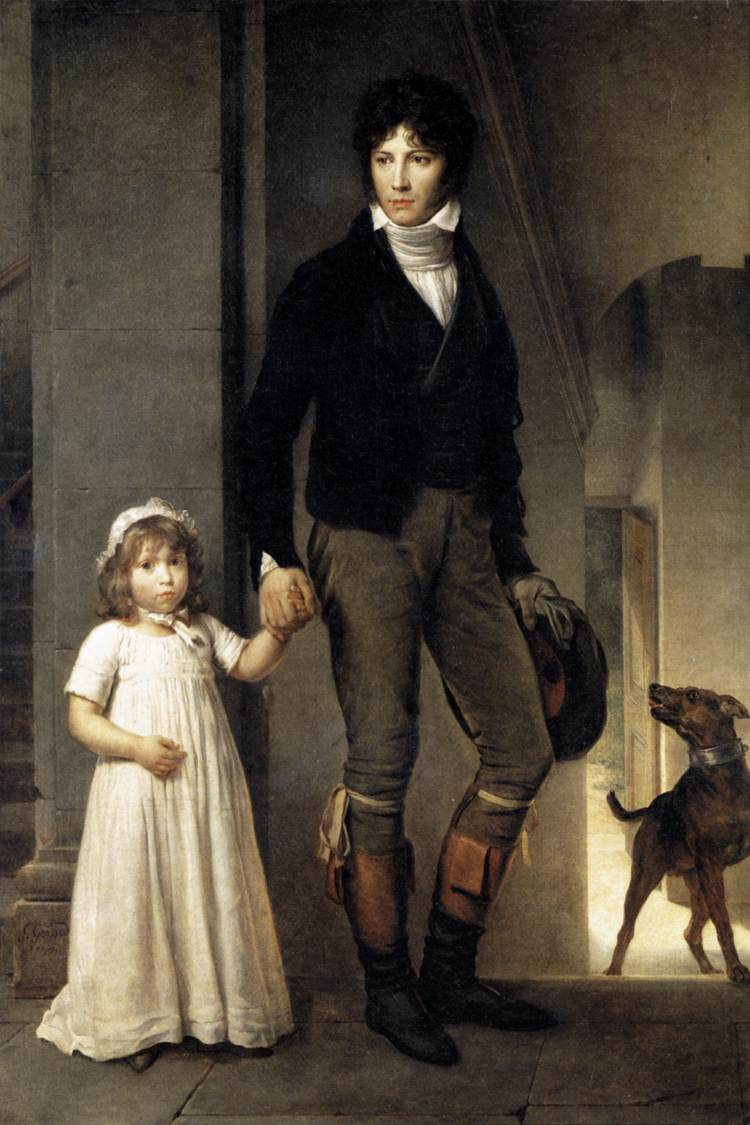
Jean-Baptiste Isabey et sa fille, door François Gérard

Jean-Baptiste Isabey (Nancy, 11 april 1767 – Parijs, 18 april 1855) was een Franse portretschilder en miniaturist. Men noemt hem "Le peintre des rois".
Opvallend genoeg koos de Fransman in een periode waarin grote tot zeer grote historiestukken in de mode waren voor miniaturen. Hij was een van de meesters van dit genre en boekte grote successen tijdens de regering van Napoleon I en op het Congres van Wenen in 1814/1815.
Isabey kreeg onderricht van de grote miniaturisten Jean Girardet, Jean-Baptiste Claudot en David en hofschilder François Dumont. Hij maakte nog vóór de revolutie portretten van de minder belangrijke leden van de Koninklijke Familie.
Joséphine de Beauharnais en Napoleon Bonaparte waren zijn volgende mecenassen. Isabey hielp de decors voor de kroning te ontwerpen en oogstte veel succes met ontwerpen voor gedenkborden die door de porseleinmanufactuur in Sèvres werden vervaardigd.
De werkjes zijn meestal op ivoor geschilderd in gouacheverf.
In 1806 leverde de door de Hollandse ambassadeur Gerard Brantsen aanbevolen Isabey ontwerpen voor de in te stellen Orde van de Unie. Isabey kreeg slechts enkele dagen de tijd maar leverde "omdat hij de Koning van Holland niets kon weigeren" diverse ontwerpen. Ze werden niet gebruikt.
Ook de restauratie van de Bourbons bracht hem veel werk. Hij ontwierp decors voor de kroning van Karel X van Frankrijk die hem tot Officier in het Legioen van Eer benoemde.
De "Burgerkoning" Lodewijk Filips van Frankrijk was zijn volgende beschermheer en werd afgelost door zijn zesde en laatste vorstelijke opdrachtgever Napoleon III die hem Commandeur in het Legioen van Eer maakte en een pensioen toekende.
Jean-Baptiste Isabey was vader en leermeester van de genre- en zeeschilder Eugène Isabey (1803-1886), een kleine meester.

## Exposities
- Jean-Baptiste Isabey : portraitiste de l'Europe. Octobre 2005-janvier 2006, Musée du Château de Malmaison
- Jean-Baptiste Isabey : portraitiste de l'Europe. 28 janvier 2006-18 avril 2006, Musée des Beaux-Arts de Nancy.